# (152) Atala
(152) Atala – planetoida z grupy pasa głównego asteroid okrążająca Słońce w ciągu 5 lat i 214 dni w średniej odległości 3,15 j.a. Została odkryta 2 listopada 1875 roku w Obserwatorium paryskim przez Paula Henry’ego. Nazwa planetoidy pochodzi od tytułowej bohaterki noweli francuskiego pisarza François-René de Chateaubrianda Atali.